# Raiva (doença)
A raiva (também conhecida, impropriamente, como hidrofobia), é uma doença infecciosa que afeta os mamíferos causada pelo vírus da raiva que se instala e multiplica primeiro nos nervos periféricos e depois no sistema nervoso central e dali para as glândulas salivares, de onde se multiplica e propaga. Por ocorrer em animais e também afetar o ser humano, é considerada uma zoonose.
A transmissão dá-se do animal infectado para o sadio através do contato da saliva por mordedura, lambida em feridas abertas, mucosas ou arranhões. Outros casos de transmissão registrados são pela via inalatória, pela placenta e aleitamento e, entre humanos, pelo transplante de córnea. Infectando animais homeotérmicos, a raiva nas áreas urbanas tem como principal agente o cão, seguido pelo gato; em zonas silvestres, se dá principalmente por lobos, raposas, coiotes e nos morcegos hematófagos. 80% dos casos registrados de animais infectados são carnívoros.
Mesmo sendo controlada nos animais domésticos em várias partes do mundo, a raiva demanda atenção em razão dos animais silvestres. Na saúde pública, gera grande despesa para seu controle e vigilância, mesmo nos locais onde é considerada erradicada ou sob controle, já que é uma doença fatal em todos os casos que evoluem para a manifestação dos sintomas. Até 2006, apenas seis casos de cura entre humanos foram registrados, dos quais cinco haviam recebido o tratamento vacinal pré e pós-exposição e somente um, em 2004, parece não haver recebido estes cuidados. A este caso único de cura, uma adolescente de Milwaukee, ensejou a uma segunda cura, esta feita num hospital público do Recife, no Brasil. Sua incidência é global, salvo em algumas áreas específicas em que é considerado erradicado, como a Antártida, Japão, Reino Unido, e outras ilhas.

## Histórico

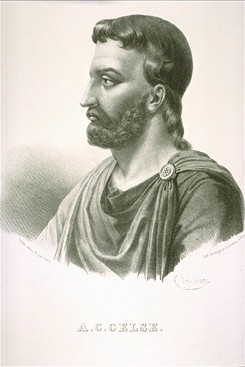
Aulo Cornélio Celso, um dos antigos a versar sobre a raiva. Sua ideia da cauterização vigeu até Pasteur

O termo raiva deriva do latim rabere (significando fúria ou delírio), mas também encontra raízes no sânscrito rabhas (tornar-se violento). Entre os gregos, era chamada de Lyssa ou Lytta (loucura, demência). Também a palavra vírus deriva desta doença, significando veneno no latim, pois muitos supunham que era um mal derivado de um veneno contido na saliva dos animais infectados.
Desde a Antiguidade, a raiva era temida em razão da sua forma de transmissão, do quadro clínico e sua evolução. Acreditavam os antigos que era causada por motivos sobrenaturais, pois cães e lobos pareciam estar possuídos por entidades malignas. É a doença de registro mais antigo.
Entre os egípcios, era comum a crença de que havia a interferência maligna da estrela Sirius (da constelação de Cão Maior) sobre os cachorros, alterando-lhes o comportamento. Entre os mesopotâmios, em cerca de 1900 a. C., já era citada no Código de Eshnunna: quando um animal provocasse a morte de alguém, seu dono era obrigado a depositar certa quantia nos cofres públicos — o que demonstra ser a raiva um problema considerável, na época.
Na Grécia Antiga, era doença temida, e Homero (Ilíada) registra a presença de cães raivosos; na mitologia, eram invocados os deuses Aristeu e Ártemis para a proteção e cura da raiva. Autores gregos e romanos estudaram o mal, entre os séculos IV e I a.C., tais como Demócrito, Aulo Cornélio Celso e Galeno, descrevendo-as em homens e animais e sua transmissão, recomendando práticas como a sucção, cauterização por meio de substâncias cáusticas e/ou ferro em brasa e também a excisão cirúrgica dos ferimentos: se a vítima não viesse a óbito, ficaria com várias cicatrizes. Foi descrita por Aristóteles, que assinalou o risco da mordida por cães infectos — embora ainda se acreditasse que sua ocorrência poderia se dar de modo espontâneo, por meio de alimentos muito quentes, pela sede, por conta da falta de sexo ou forte excitação nervosa.

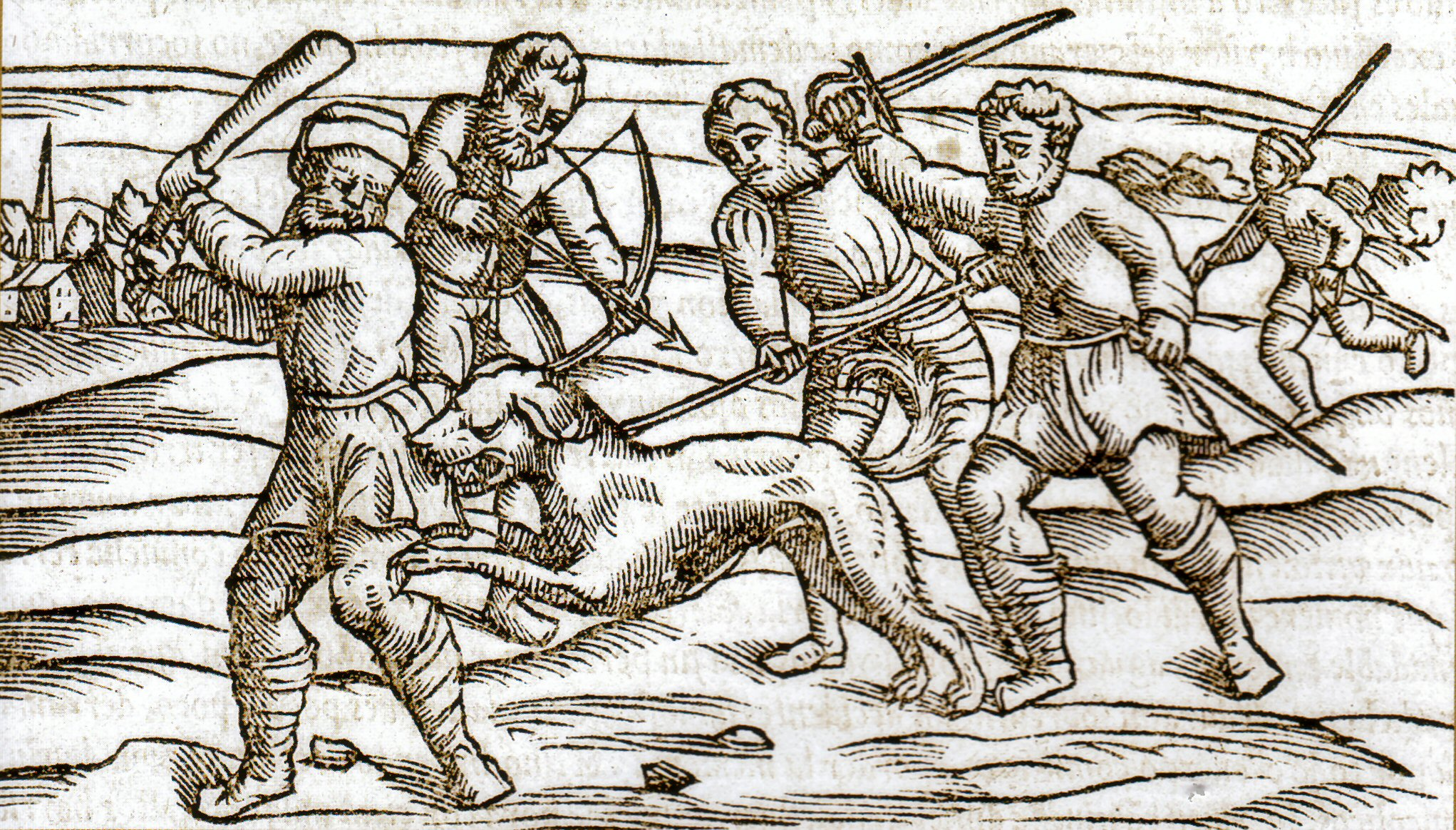
Gravura medieval de um cão rábico

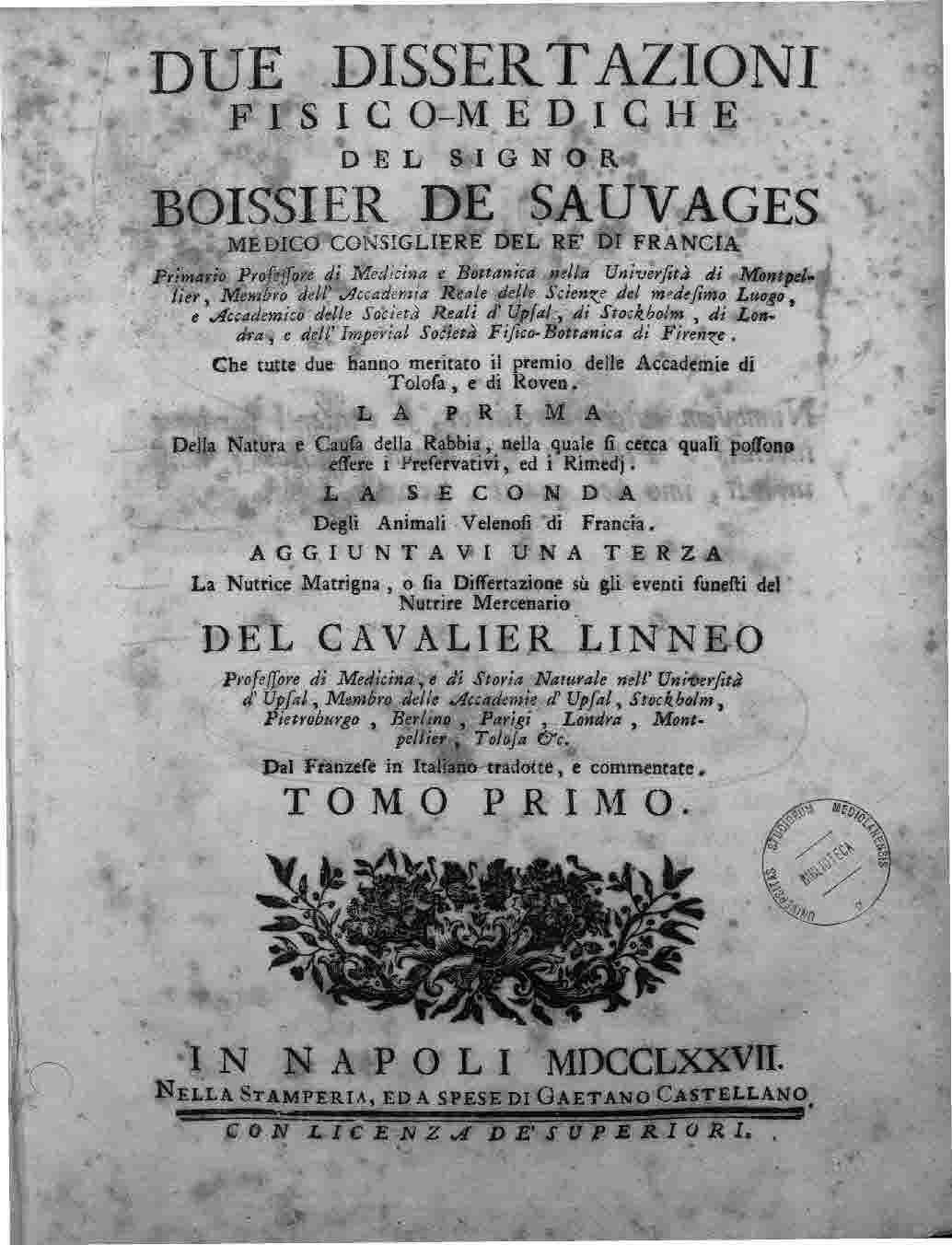
François Boissier de Sauvages de Lacroix, Della natura e causa della rabbia (Dissertation sur la nature et la cause de la Rage), 1777

O medo causado pela doença atingia os campos e também as cidades: em 1433, há o registro de que lobos raivosos invadiram Paris. Recompensas eram entregues aos que matavam os animais infectados e, para comprovar o feito, os caçadores exibiam as cabeças ou as patas do animal abatido. Durante a Idade Média, era chamada de Mal de Santo Huberto, e a Igreja recebia, no mosteiro de Andage, onde estavam os restos mortais daquele que fora bispo de Ardenas, peregrinos em busca de salvação deste mal.
Em 1530, o médico italiano Girolamo Fracastoro descreveu a doença de forma correta: que sua transmissão dava-se através da saliva do animal infectado em contato com o sangue do indivíduo sadio. Foi além, dizendo que a doença progredia de modo lento, raramente aparecendo os sintomas antes de vinte dias, a maioria se manifestando após trinta dias, alguns podendo durar quatro ou cinco meses e, noutros, de um até cinco anos.

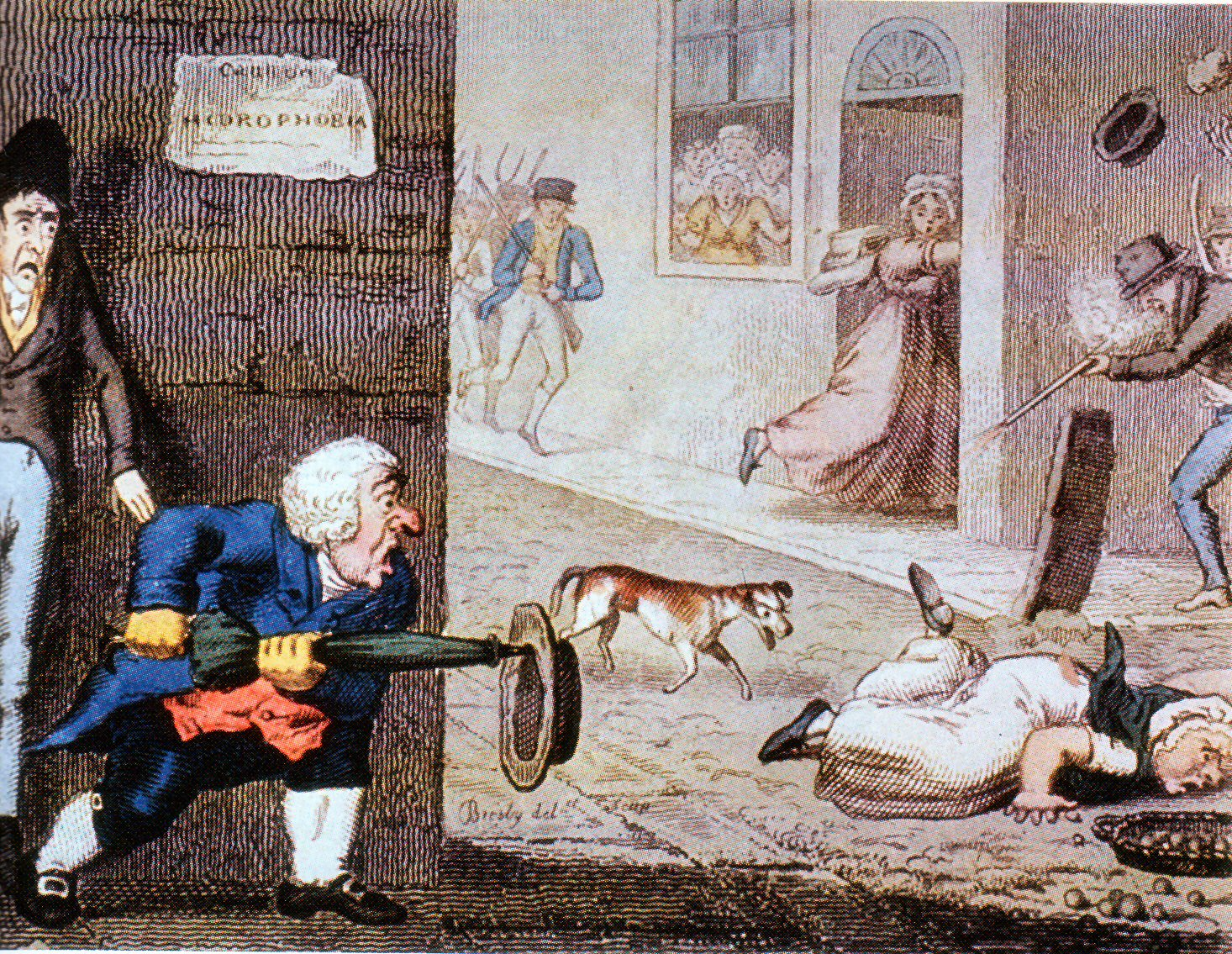
Caricatura do século XIX mostra o pânico com um cão raivoso

Em França, eram frequentes os relatos dramáticos de ataques por lobos vindos da Europa Central. André Besson traz um registro da municipalidade de Doubs: 
"Em 23 de setembro de 1798, por volta das 5 horas da manhã, alguns camponeses que iam ao mercado de Besançon foram atacados, perto da aldeia de Beure, por um lobo furioso. (...) As autoridades organizaram uma perseguição e encontraram o lobo perto de Vellote. Travou-se então uma luta violenta: o animal enfim sucumbiu e seus despojos foram exibidos em toda a aldeia em festa. Mas o acontecimento teve um desfecho triste. Embora a autópsia tenha concluído que o animal era são, após algumas semanas todos os que haviam sido mordidos revelaram sinais de hidrofobia, um dos sintomas habituais da raiva. Uma dúzia de pessoas morreu após sofrimentos atrozes".
As práticas terapêuticas da antiguidade sobreviveram até o século XIX, quando finalmente Louis Pasteur iniciou seu estudo de modo científico.

### Pasteur e a raiva

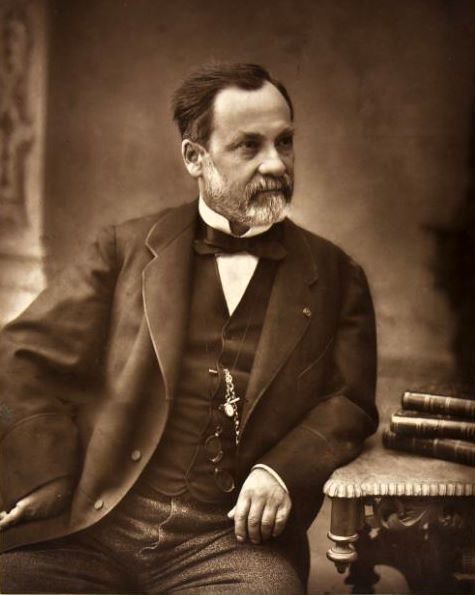
Louis Pasteur, o primeiro a desenvolver uma vacina antirrábica

A situação da raiva na Europa, no século XIX, era ainda de manutenção das práticas mais antigas e primitivas. Numa de suas lembranças infantis, Pasteur registrou o pânico ocorrido no Jura (passado em outubro de 1831), quando um lobo raivoso atacou homens e animais que cruzaram o seu caminho. Pasteur registrou o caso de um rapaz então ferido, chamado Nicole, que fora cauterizado num ferreiro próximo à casa paterna. Oito pessoas da região, mordidas nas mãos ou nas cabeças, sucumbiram após horrível sofrimento — mas Nicole sobrevivera. A lembrança do ataque pelo lobo enlouquecido permaneceu por muitos anos no lugar.
Na sua cidade natal, Arbois, havia a história do "Traseiro sem raiva", bastante popular, onde um valentão chamado Gavignon gabava-se de nada temer e, enfrentando um enorme cão, acaba por refugiar-se numa árvore, quando foi atacado "na parte mais carnosa do corpo". O animal foi abatido por um caçador mas, apesar de conferido ser sadio, o fanfarrão ainda assim postou-se de cama por vários dias, acreditando estar raivoso, recebendo o apelido que dá nome à fábula. Também essa história deve ter ouvido Pasteur, em sua juventude.
O longo período de incubação da doença fazia com que as pessoas ministrassem diversas mezinhas nos ferimentos, e os médicos indicassem variados venenos para neutralizar o vírus. Em 1852, o governo ofereceu uma recompensa a quem indicasse um tratamento eficaz contra a raiva, e houve quem recomendasse a primitiva receita de Galeno, de olhos de lagosta. A Academia de Medicina, consultada, respondeu que a cauterização era a única medida profilática eficaz contra o mal. Dezoito anos mais tarde, Henri Marie Bouley publicou num estudo que a solução era a destruição dos tecidos tocados pela saliva contaminada e, à falta de ferro em brasa para a cauterização, indicava o uso de substâncias cáusticas, tais como os ácidos nítrico ou sulfúrico, ou mesmo nitrato de prata: o método de Cornelius Celsus do século I ainda era o indicado, a ciência não tinha operado nenhum progresso no combate à raiva.

#### Estudos da raiva

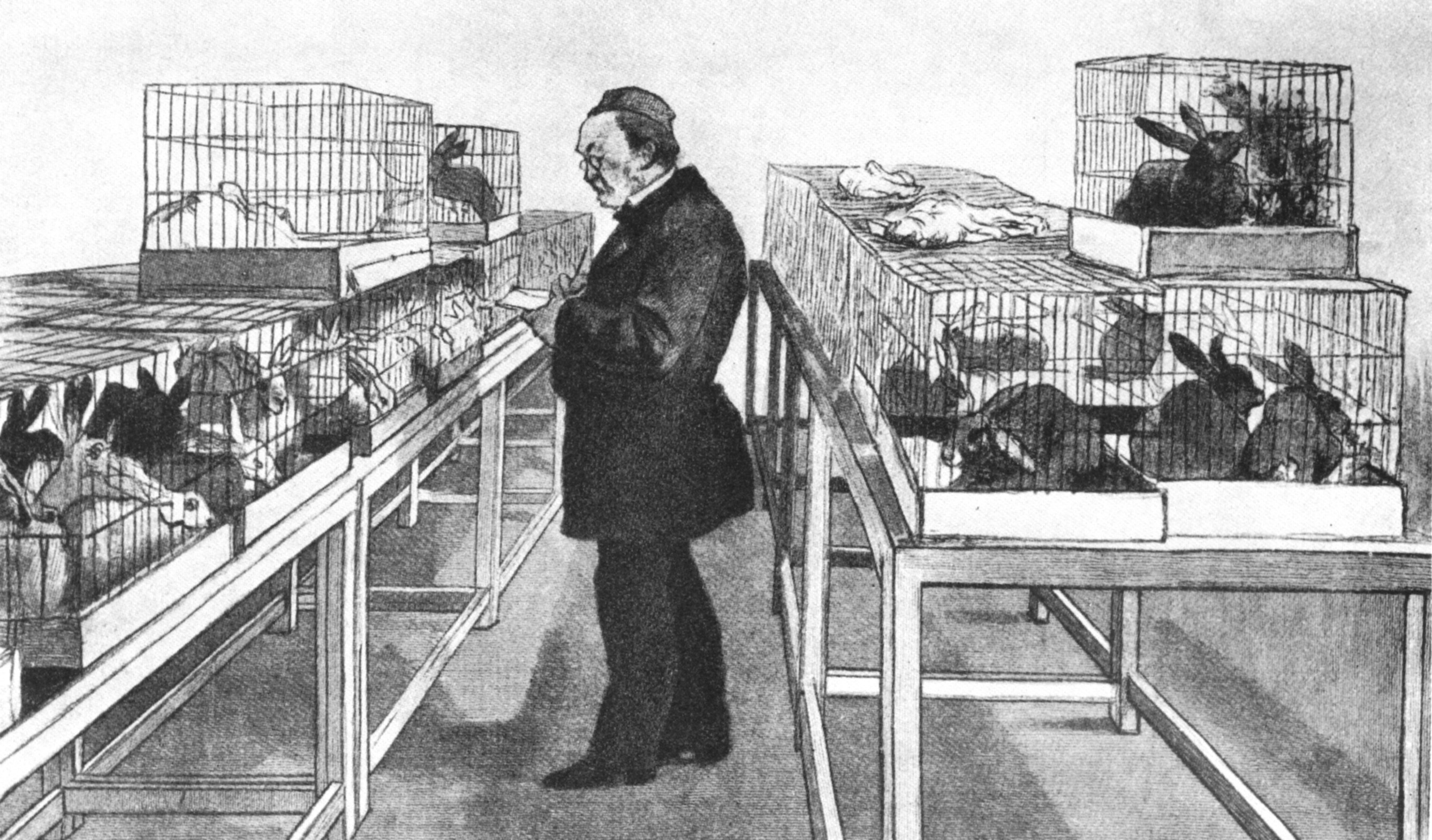
A criação de coelhos de Pasteur, para produção da vacina da raiva

Em 1880 Victor Galtier, da Escola de Medicina Veterinária de Lyon (a primeira do mundo), descrevera a evolução da doença nos cães:
"Após uma mordida virulenta e um período de incubação mais ou menos longo (15 a 60 dias), surgem, visíveis nas alterações do comportamento do cão, os primeiros sintomas da doença. Ele se torna triste, melancólico ou muito alegre e carinhoso. Ainda obedece e não tenta morder, mas já é perigoso, uma vez que a saliva contém o mal. (...) Depois sua agitação aumenta; se a doença assumir a forma furiosa, haverá acessos de alucinação; o animal fica parado, late, abocanha moscas inexistentes, rasga almofadas, tapetes e cortinas, arranha o chão e come terra.
O som do latido torna-se rouco e abafado, a nota final é bastante aguda e a boca não se fecha totalmente. Tais modificações no latido constituem um sinal bem grave. Em certos casos, o cão tem tendência a fugir, abandonando a casa do dono. (...) É nessa época que o animal se torna mais perigoso. Depois surgem fenômenos de paralisia: as pernas posteriores ficam enfraquecidas e o andar incerto. O cão pára na beira do caminho e ainda é perigoso nos momentos de alucinação; posteriormente a fraqueza se acentua, a respiração torna-se irregular, ele se deita e a morte ocorre quatro ou seis dias contados do início dos sintomas".

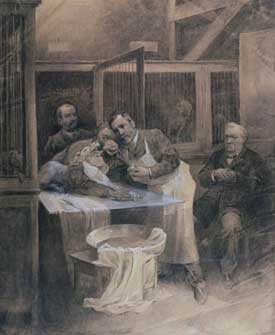
Pasteur extrai o vírus num cão raivoso (por Mucha)

Em dezembro do mesmo ano Pasteur voltou sua atenção para o problema. Auxiliado por cientistas como Émile Roux, Charles Chamberland e Louis Thuillier, em 1881 conseguem isolar o vírus. Efetuam a passagem do agente entre coelhos e, dessecando sua medula espinal e submetendo-a à ação de potassa, conseguem um vírus mais "estável" (com virulência e incubação constantes), e que podia então ser reproduzido em laboratório, de modo a se produzir uma vacina.
No ano de 1884 descrevem para a Academia de Ciências de Paris que, após sucessivas passagens, a virulência diminuía. Passam a usar experimentalmente em animais a vacina que produziram.

A 25 de março de 1885 Pasteur escreve a Jules Vercel: 
"Ai! Não poderemos ir para Arbois pela Páscoa; estarei ocupado por algum tempo para fixar, ou melhor, trazer o meu cão para Villeneuve l'Etang. Também tenho à mão alguns experimentos novos sobre a raiva, que devem demorar alguns meses. Estou demonstrando, ainda este ano, que os cães podem ser vacinados, ou mantidos refratários, à raiva depois de mordidos por cães infectados. Ainda não me atrevi tratar os seres humanos mordidos por cães raivosos, mas o tempo disto não está longe, e estou mesmo muito inclinado em começar por mim mesmo, inoculando-me com a raiva e em seguida avaliar as consequências; porque estou começando a ter muita certeza dos meus resultados."
Pouco tempo depois Pasteur teve a chance de efetuar seu primeiro ensaio em humanos, num garoto que, mordido por cão raivoso, teria a morte certa.

#### Joseph Meister

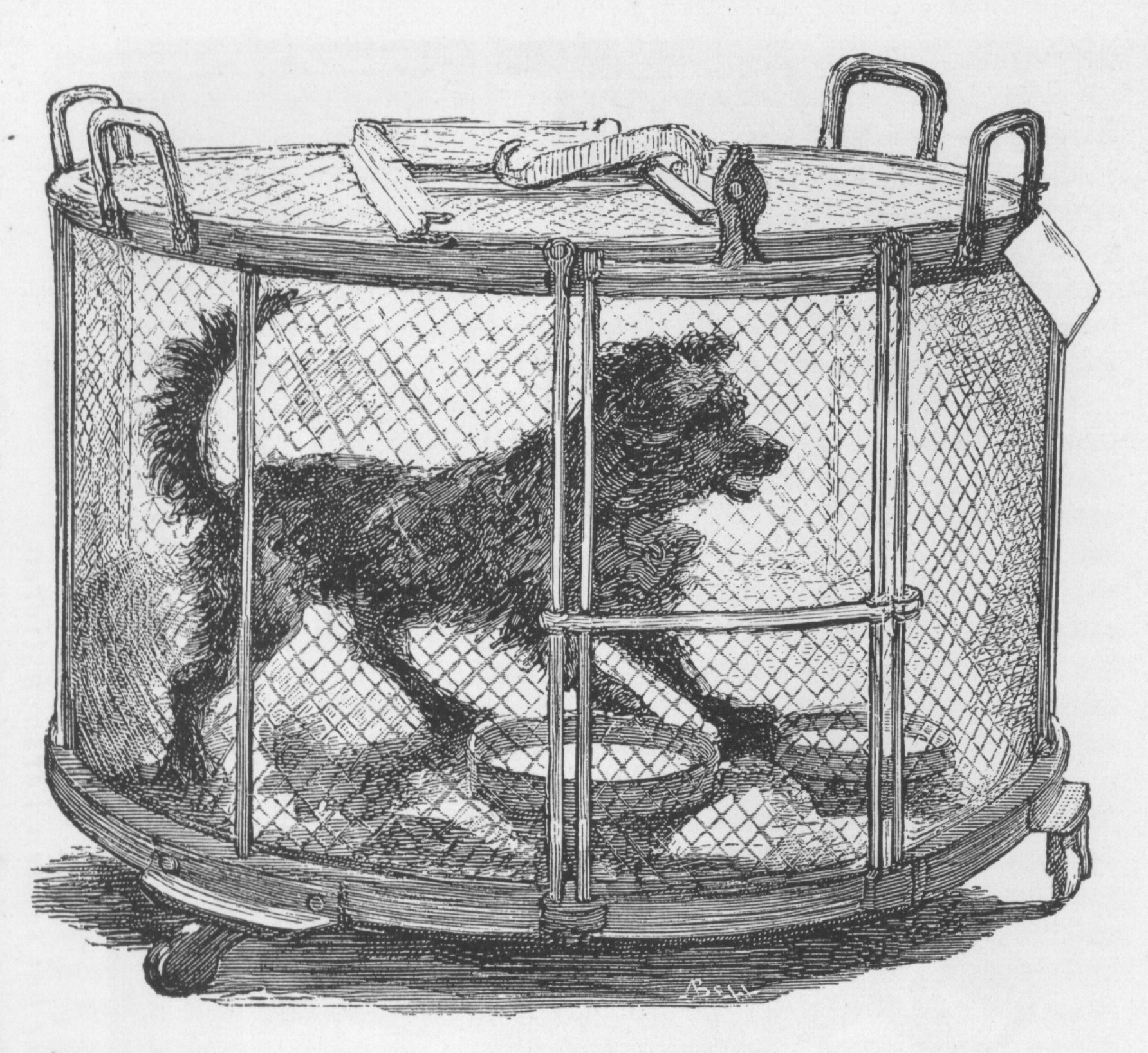
Gaiola de aprisionamento usada pelo cientista, ilustrada com um cão raivoso no interior

Na segunda-feira, 6 de julho de 1885, um pequeno garoto alsaciano chamado Joseph Meister deu entrada no laboratório de Pasteur, acompanhado de sua mãe. Ele tomara um atalho ao voltar da escola, e fora atacado e jogado ao chão por um cão ensandecido, dois dias antes. Meister contava, então, 9 anos de idade.
Ante a inevitabilidade do óbito, Pasteur decide aplicar a imunização já provada eficaz em coelhos e nos cães. Meister foi curado. No mesmo ano a vacina é ministrada em outro jovem — Jean-Baptiste Berger Jupille, que teve a cena de seu ataque pelo cão raivoso registrado numa escultura de Émile-Louis Truffot.
Após certificar-se do resultado do tratamento em Meister, a 26 de outubro de 1885 Pasteur relatou à Academia de Ciências o feito, registrando ali que: “Joseph Meister escapou, logo, não somente à raiva que as mordeduras ter-lhe-iam desenvolvido, senão àquela que lhe inoculei para controle da imunidade devido ao tratamento, raiva mais violenta que aquela que produzem os cães errantes”.
Desde a primeira aplicação do método no garoto Meister até outubro de 1886 foram tratados por Pasteur cerca de 2 500 pacientes, dos quais pouco mais de 1 700 de França e Argélia e os demais de outros países. O sucesso da imunização humana fez seu método se espalhar rapidamente pelo mundo; já em 1 890 havia centros de tratamento antirrábico em Argel, Bandung, Budapeste, Chicago, Florença, Madras, Nova Iorque, São Paulo, Tunis, Varsóvia, Xangai e outras cidades.

#### Reconhecimento
Pasteur foi recebido na Academia Francesa por Ernest Renan com as seguintes palavras: 
"A humanidade deve ao senhor a supressão de um terrível mal, isto é, da desconfiança que sempre se misturava às carícias feitas no animal em que a Natureza melhor exibiu seu sorriso bondoso".

## Ciclos de transmissão e hospedeiros

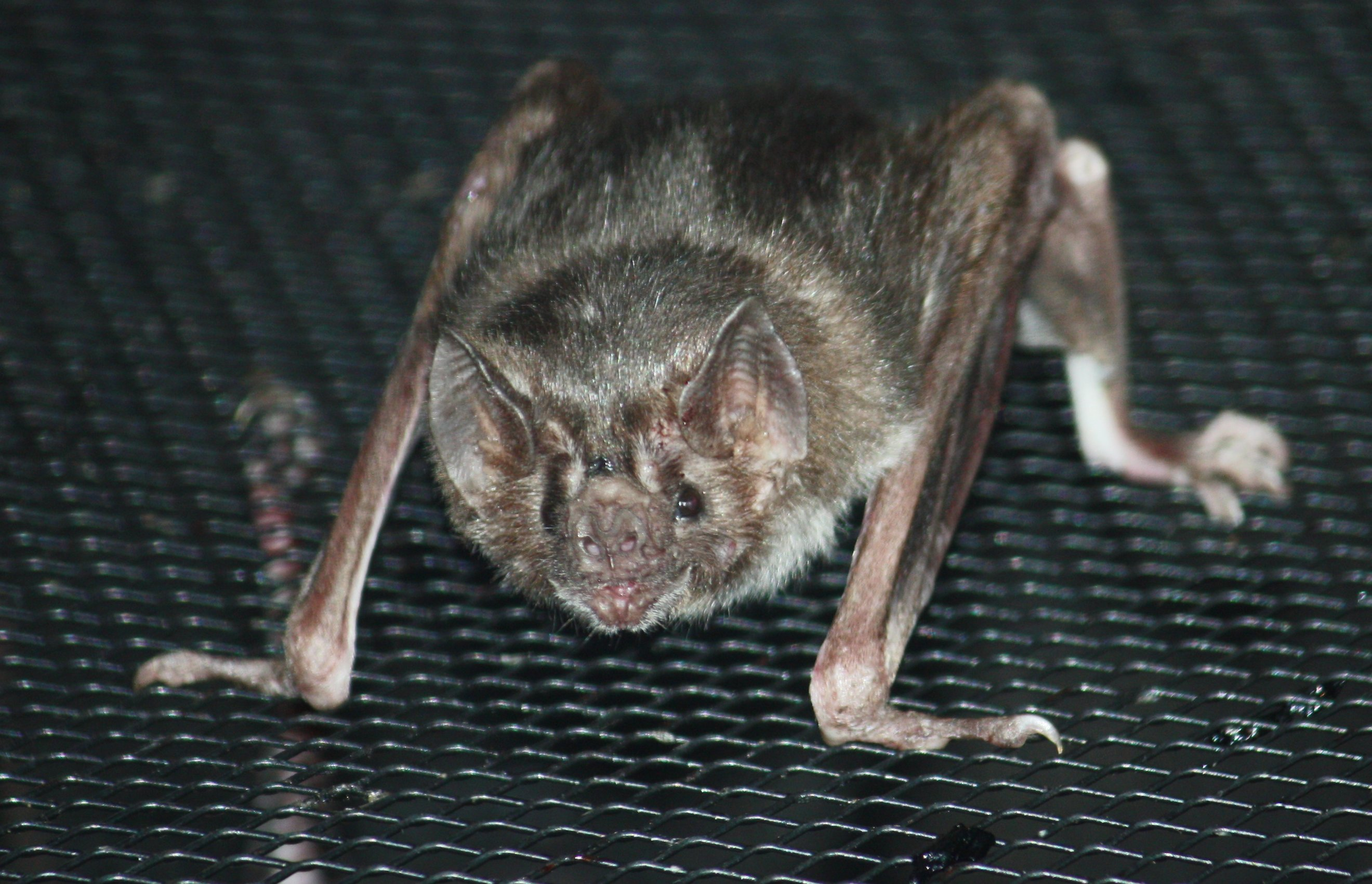
Desmodus rotundus, o principal hospedeiro da raiva silvestre aérea na América Latina

Para a forma de transmissão da raiva se convencionou classificar as ciclos de transmissão em urbana, rural, silvestre, aéreo ou terrestre.
O ciclo aéreo diz respeito aos morcegos, sendo todos os demais considerados terrestres; será urbano quando a doença é transmitida por animais domésticos, notadamente cães e gatos; o rural dá-se nos herbívoros (bois, ovelhas, etc.) em geral atacados por morcegos hematófagos; já o silvestre diz respeito aos animais que habitam as matas — aos quais muitas vezes o ciclo aéreo também está associado.
O cão é o principal hospedeiro do ciclo urbano, e a relação de proximidade com o homem evidencia a condição de zoonose da doença; os cães transmitem o vírus entre si ou eventualmente, em geral em episódios envolvendo morcegos, de animais de outras espécies.
No ciclo aéreo o morcego hematófago é o principal hospedeiro, sendo considerável por exemplo na América Latina, onde a espécie Desmodus rotundus é a que mais provoca casos de transmissão silvestre aérea. Além do morcego hematófago é de se considerar a transmissão por animais que não se alimentam de sangue (frugívoros, insetívoros, etc.), que podem representar eventual risco dada a sua condição de habitar ambientes urbanos.

## Etiologia

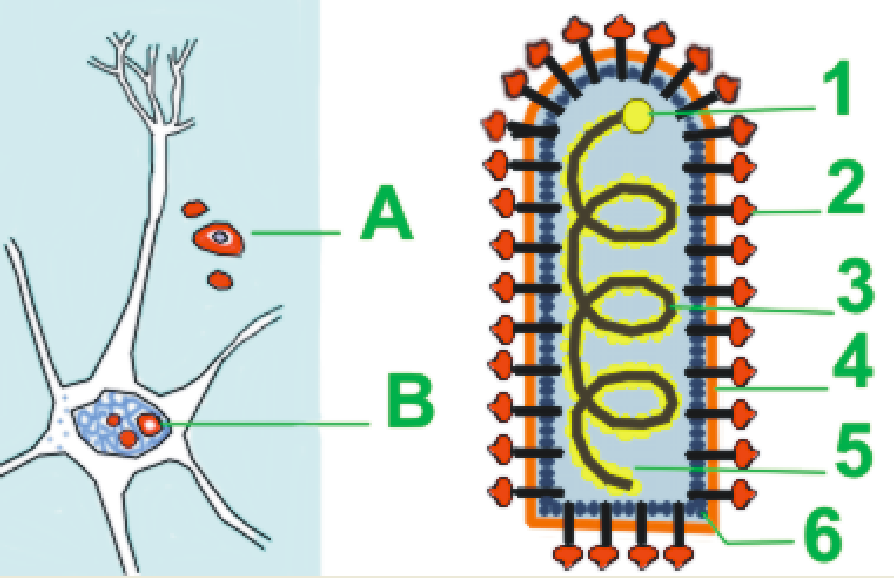
Representação esquemática do Vírus da raiva, em forma de bala (à direita), e os corpúsculos de Negri, livres e em neurônio (à esquerda)

O agente da raiva é um Rhabdovirus com genoma de RNA simples de sentido negativo (a sua cópia é que é lida como RNA mensageiro — ou mRNA — na síntese proteica). O vírus tem envelope bilipídico, medindo cerca de 170 nanômetros de comprimento por 70 nanômetros de largura (11 a 15 kb) e formato de bala.
Para a produção dos anticorpos o antígeno capaz de fazê-lo é a glicoproteína do envoltório viral. O vírus, por sua vez, é tornado inativo através de vários agentes físicos e químicos, tais como radiação ultravioleta, álcool, raio X, etc.

### Histórico
O agente etiológico da raiva foi inicialmente identificado por Adelchi Negri, em 1903 que, por visualizar os corpúculos virais presentes nas amostras, tomou-os por parasitas protozoários. Alguns meses mais tarde é que Paul Remlinger (1871–1964), do Instituto Bacteriológico Imperial de Constantinopla, demonstrou a filtrabilidade do agente, identificando-o como um vírus.
Inicialmente era apontada apenas uma espécie virótica do lissavírus como agente da raiva. Mais tarde o uso de métodos sorológicos detectou a existência de quatro sorotipos diferentes. Modernamente, com a análise da genética molecular, sete tipos distintos foram detectados. Quatro novos tipos foram detectados na Europa e Ásia em quirópteros e ainda estão sendo apreciados.

### Descrição
O formato de bala dos vírus (vide imagem) caracteriza-se por ter uma das pontas em formato arredondado, e a outra reta — embora possa ocorrer serem ambas arredondadas, em forma de bacilo. Sua informação genética constitui-se numa fita simples de RNA, não segmentado.

## Epidemiologia

Lugares livres da raiva, em 2010: Austrália, Nova Zelândia, Singapura, Fiji, Papua-Nova Guiné, Províncias de Irian Jaya e Papua Ocidental na ilha de Nova Guiné na Indonésia, Guam, Havaí, Japão, Taiwan, Alemanha, Áustria, Reino Unido, República da Irlanda, Dinamarca, Noruega, Suécia, Islândia, Sardenha e Córsega

Com exceção da Austrália e Antártida, a raiva está ainda presente em todos os continentes da Terra. Alguns países conseguiram erradicá-la — como Reino Unido, Irlanda, Japão e nações da Escandinávia; esta ampla distribuição deve-se à grande adaptabilidade do vírus em várias espécies de hospedeiros.
Na América do Norte e Europa os casos urbanos são considerados erradicados, restando ainda as do ciclo silvestre; nos demais países os registros urbanos persistem: a Índia, por exemplo, chegou a registrar mais de 20 mil casos ao ano, e a China 5 mil.
Diversas cepas do vírus se encontram em reservatórios silvestre e em cães, através do globo.
Na África casos de cães assintomáticos foram registrados na Etiópia e Nigéria, além da detecção de RNA viral em hienas, o que sugere a existência de cepas de baixa capacidade patogênica nesta espécie.
A incidência da doença em herbívoros tem significativo impacto econômico; apenas em bovinos ela representa um valor estimado em 50 milhões de dólares ao ano, em todo o mundo.
No período entre 1990 e 1998 houve 383 casos de raiva humana no Brasil e seis em São Paulo. Esses números vêm diminuindo progressivamente e em 2002 foram somente dez casos no país.
Portugal é um país livre de raiva animal e sem ocorrência de casos humanos autóctones desde 1952. No entanto, a doença pode ocorrer em pessoas provenientes de países onde a raiva ainda não foi eliminada ou em pessoas que viajam a esses países. O último caso mortal noticiado em Portugal aconteceu em 2011, depois de uma mulher ter sido mordida por um cão na Guiné-Bissau, na perna.

## Aspectos clínicos

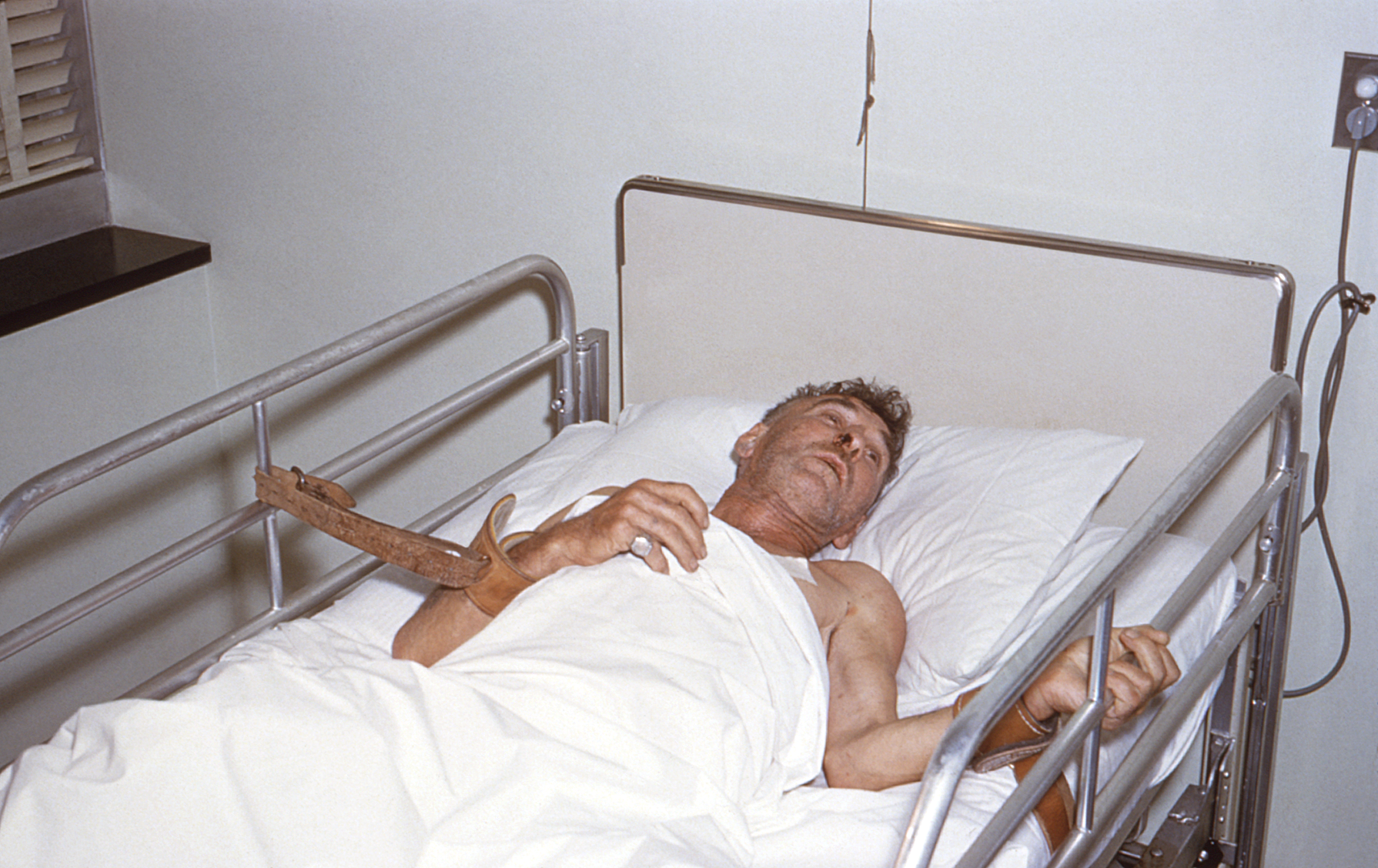
Um homem na década de 1950 infectado com o vírus da raiva.

A inoculação ocorre a partir da saliva do animal contaminado, especialmente pela mordida (menos frequentemente por arranhadura ou lambida em mucosas). Formas remotas de transmissão inter-humanas são possíveis, embora raras, e há alguns relatos (transplantes ou por via respiratória).

### Incubação
O período de incubação da raiva é muito variável, podendo ir de alguns dias até um ano; a média, contudo, é de 45 dias na raiva humana e de 10 dias a 2 meses, no cão.
Este tempo está diretamente relacionado ao local e à gravidade do ferimento provocado pelo animal, com a distância deste local dos troncos nervosos e, finalmente, à quantidade viral inoculada.

### Transmissibilidade
Em animais domésticos (cão e gato) o período de transmissão tem início de 2 a 3 dias antes do surgimento dos sintomas clínicos, e perdura por toda a evolução da doença — com a morte ocorrendo entre 5 e 7 dias após a manifestação sintomática; já entre animais silvestres não há estudos que apontem esse período com certeza, variando conforme a espécie hospedeira; nos morcegos, contudo, sabe-se que este período é bastante longo e assintomático.

### Diagnóstico diferencial
A doença guarda similaridade com outros quadros patogênicos, como o tétano, pasteureloses decorrentes de mordida de cães e gatos, a Herpesvirus simiae, botulismo, outras encefalites virais, sodoku, etc. Para diferenciar devem ser observados o fácies, hiperacusia, hiperosmia, fotofobia, aerofobia, hidrofobia e mudanças comportamentais.

### Diagnóstico ambulatorial

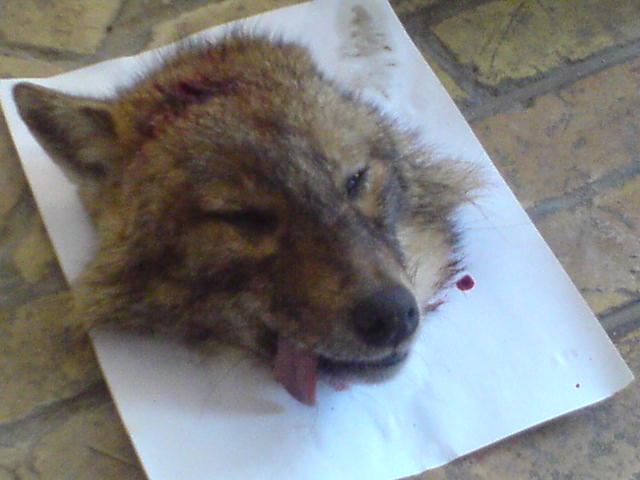
Cabeça de chacal, para exame comprobatório

No exame em vida em humanos é comumente usado a imunofluorescência direta, em impressão de tecidos como a córnea, mucosa lingual, tecido bulbar do folículo piloso, e ainda através da biópsia de pele extraída da região cervical — embora o resultado, quando negativo, não seja conclusivo, sendo de extrema importância a realização de necropsia confirmatória; guarda contudo a vantagem de ser rápida, sensível e específica.
A prova do diagnóstico se dá no exame microscópico de tecidos nervosos; a prova biológica se processa com a inoculação em camundongos.
Ainda se processa a técnica de tipificação viral, para determinação da cepa; quando aponta resultados inesperados deve ser feito o sequenciamento genético.
A avaliação sorológica é feita nos indivíduos imunizados previamente e expostos ao risco de infecção; avaliações semestrais devem ocorrer em todos os indivíduos do grupo de risco.
Para o diagnóstico virológico o encéfalo do animal é o tecido eleito (vide fotografia); ao laboratório são remetidas amostras que incluam partes do cerebelo, hipocampo e córtex cerebral.

### Tratamento

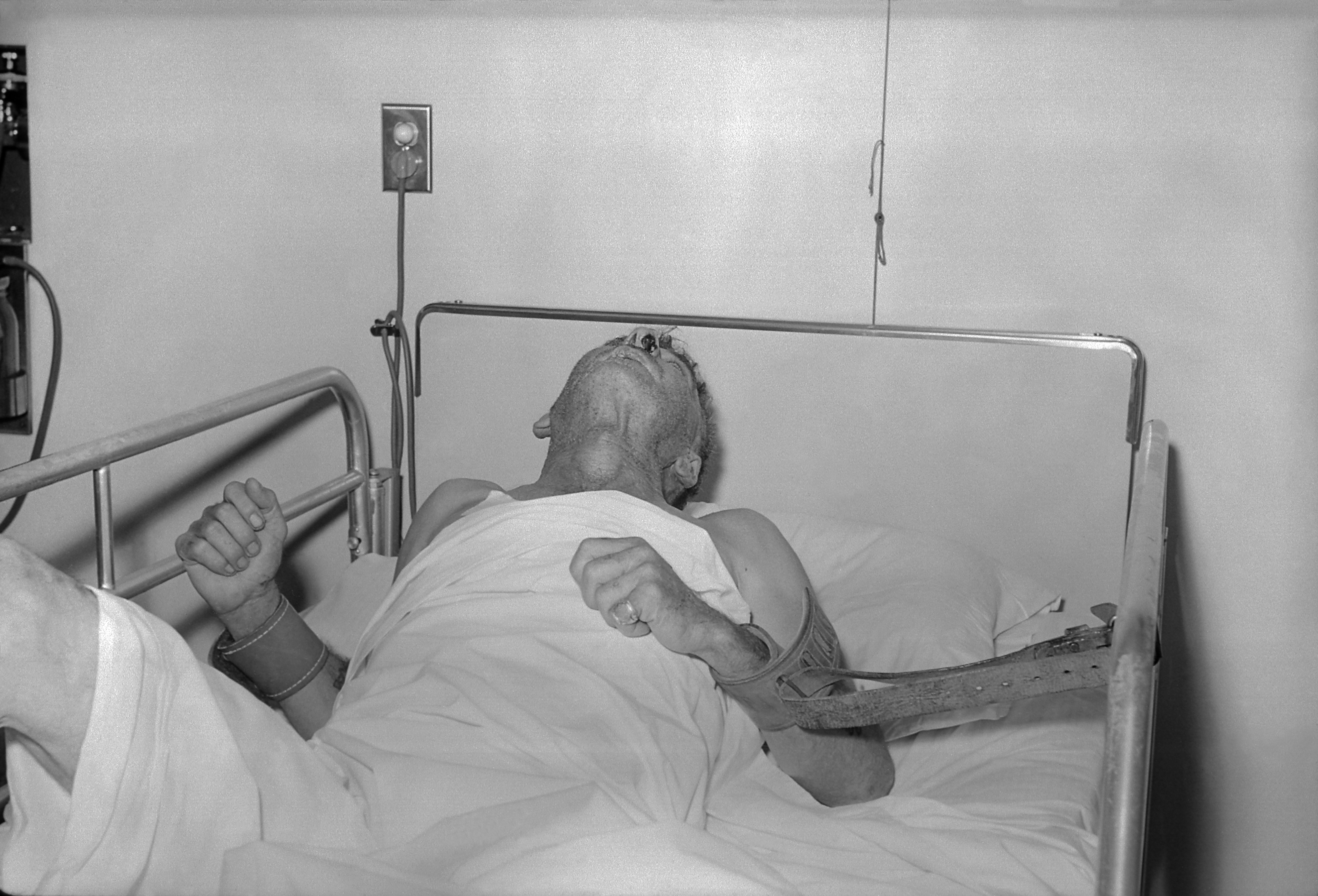
Paciente com raiva em agitação

O paciente humano deve ser mantido em isolamento, num local com baixa luminosidade e incidência de ruídos; não pode receber visitas e apenas se permite a entrada de profissionais envolvidos no tratamento, com uso de equipamentos de proteção individual (EPI).
Sem tratamento específico, a raiva comporta terapia de suporte: alimentação por sonda nasogástrica, hidratação, controle de distúrbios eletrolíticos e acidobásicos, da febre e dos vômitos; uso de betabloqueadores na hiperatividade simpática, entre outros.
Confere-se imunidade pela aplicação da vacina antes e depois da exposição, pois, uma vez manifestado o quadro sintomático, o paciente evolui para o óbito.

### Vacina

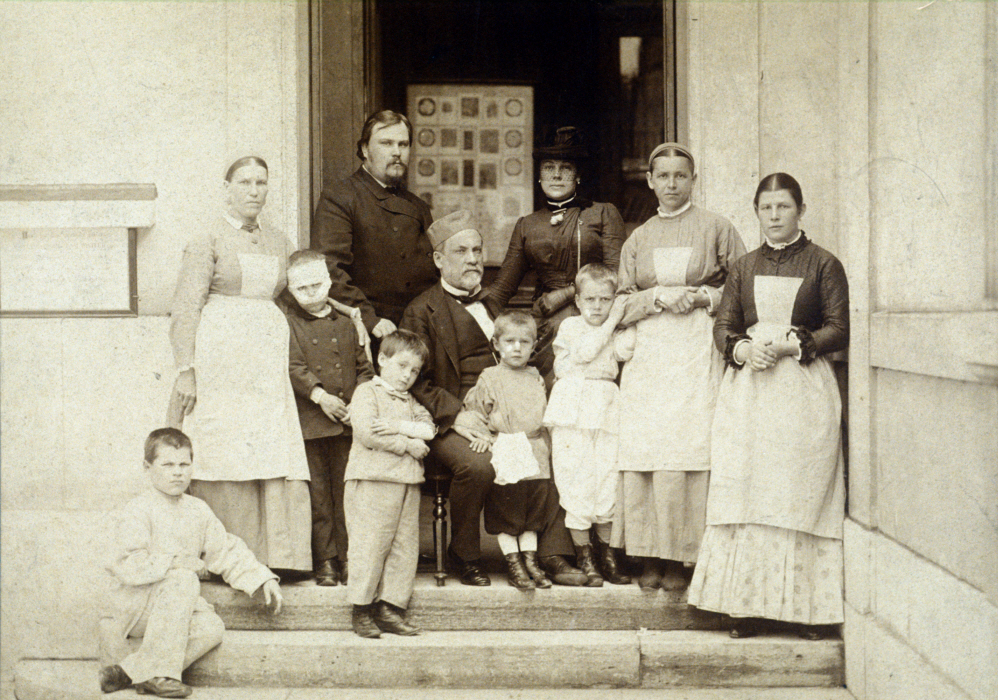
Pasteur (sentado) e o médico russo Elias Mechnikov (ao fundo) com crianças curadas da raiva, na década de 1880

A primeira vacina contra a raiva deve-se ao célebre microbiologista francês Louis Pasteur, que a desenvolveu em 1885.
A vacinação de cães e o tratamento preventivo em humanos são as duas principais formas de controle da raiva.
Diversas formas de vacina foram desenvolvidas e são produzidas, atualmente, algumas delas destinadas a uso exclusivo veterinário; todas dependem de adequada conservação para sua eficácia, bem como a depender da espécie a ser imunizada o período de proteção pode variar — como no caso dos bovinos, que são protegidos por apenas 30-45 dias, bastante ampliado se houver uma aplicação de dose de reforço.
O avanço das pesquisas da biologia molecular e da engenharia genética levaram à criação de vacinas antirrábicas que se utilizam de apenas partes da estrutura viral, de certos epítopos ou ainda de pedaços de peptídeos.
A vacina que melhores resultados apresenta em humanos é a desenvolvida a partir de culturas celulares e, destas, aquelas feitas com células diploides humanas; essa produção, contudo, é bastante dispendiosa, o que inviabiliza seu uso em países pobres.
A vacina tipo Semple, usada ainda na Índia, por exemplo, tem a possibilidade de produzir acidentes pós-vacinais, que podem levar à morte.
Desenvolvida no Instituto de Bacteriologia do Chile em 1954, a vacina feita a partir do cérebro de camundongos recém-nascidos foi inicialmente criada para uso em cães mas, a partir da década de 1960, passou também a ser usada em humanos. Esta vacina é a que se utiliza no Brasil.
Na China foi desenvolvida uma vacina a partir da cultura de células dos rins de hamsters, aplicada com relativo sucesso; tanto a chinesa quanto a chilena têm a vantagem do baixo custo.

### A cura, em 2004
No ano de 2004 foi registrado o primeiro caso de cura da doença em paciente que não tomara a vacina, publicado nos Estados Unidos, utilizando-se um tratamento que consistia na sedação profunda (coma induzido) e uso de antivirais.
Este caso, utilizando-se do tratamento que passou a ser chamado Protocolo de Milwaukee, trouxe a possibilidade de cura para uma doença até então considerada letal.
Até 2008 o protocolo de Milwaukee havia sido aplicado em 16 casos, mas a técnica somente teve resultado positivo com dois pacientes — a jovem americana e num rapaz brasileiro.

### A cura, no Brasil
Com base na experiência americana em 2008, na cidade de Recife, foi aplicado o tratamento num jovem mordido por morcego hematófago que, curado, possibilitou a reunião dos dados e a elaboração do Protocolo de Recife pelo Ministério da Saúde.
Um rapaz pernambucano de 15 anos de idade havia contraído o vírus e desenvolvido a doença; levado para a UTI do Hospital Universitário Oswaldo Cruz, no Recife onde, por ausência de alguns dos remédios indicados no protocolo de Milwaukee, foi utilizada nova forma de tratamento. Após 35 dias de internação, foi declarado curado.

## Dia Mundial Contra a Raiva

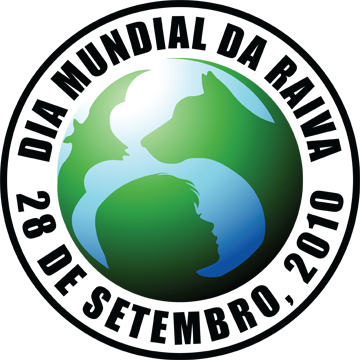
Logotipo em português do Dia Mundial da Raiva de 2010

Por iniciativa da Aliança para o Controle da Raiva (com sigla ARC, do inglês Alliance for Rabies Control), desde 2007 o dia 28 de setembro é dedicado ao combate à doença. Fundada em 2005, na Escócia, a ARC vem estabelecendo parceria com entidades de saúde nacionais e transnacionais no sentido de realizar programações que envolvam o alerta, esclarecimento e combate à doença em todo o planeta. Nas três primeiras edições o Dia Mundial contra a Raiva foi responsável pela vacinação de 3 milhões de cães, o esclarecimento a 100 milhões de pessoas, em 125 países.

## Situação no Brasil
O Brasil possuía, em meados do século XX, uma elevada taxa de incidência de raiva humana, o que levou os governos a editarem normas municipais de maior controle das zoonoses, especialmente da raiva.
Em 1973 foi criado o Programa Nacional de Profilaxia da Raiva Humana com o fim de diminuir a infecção humana através do controle nos animais domésticos, além das medidas profiláticas imediatas para aqueles que tiveram contato com animais raivosos. Essas ações foram efetivadas em lenta progressão, até serem aceleradas em razão do Plano de Ação para Eliminação de Raiva Urbana das Principais Cidades da América Latina, da Organização Pan-Americana da Saúde, de 1983, que estabeleceu como meta-limite o ano de 2012.

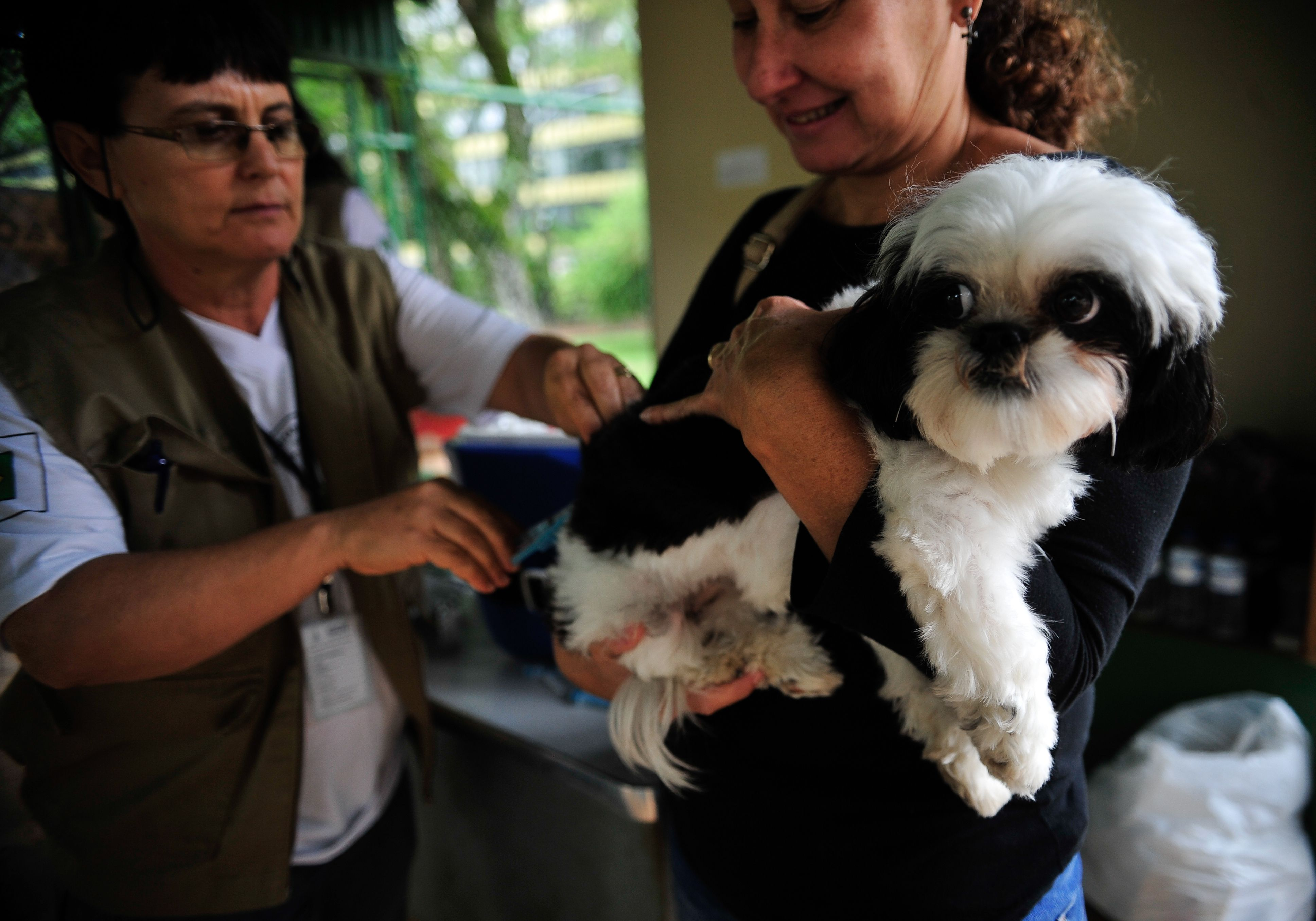
Campanha de vacinação antirrábica para cães e gatos da área urbana em Brasília

O país desenvolveu então o Sistema de Informação de Agravos de Notificação, desenvolvido em 1990, implantado a partir de 1992 e regulamentado apenas em 1998. Por ele todos os casos de raiva passaram a ser de notificação compulsória e imediata.
Estudos realizados no país dão conta de que entre os anos 2000 e 2009 houve uma incidência média de 16 casos em humanos ao ano; alguns avanços com a redução dos casos humanos e em cães se deu, especialmente em decorrência do controle destes últimos e, desde 2006, os casos de mortes de animais rábicos também passaram a ser de notificação compulsória, o que é importante para sua vigilância e controle. A despeito da redução urbana, os casos decorrentes do chamado ciclo silvestre têm emergido, onde há reservatórios tais como morcegos, canídeos do mato e macacos.
De 1997 a 2003, 84% dos casos em humanos tinham como hospedeiro principal o cão; em 2004 e 2005, contudo, um surto na Amazônia fez com que a raiva silvestre aérea se tornasse a principal origem, sendo estes dois anos os de maior incidência em humanos no período decenal, com 133 casos; além dos casos humanos, a raiva provoca perda na pecuária, havendo o decênio 1997-2006 registrado mais de 23 mil casos. Antes disso tem-se dados como o do ano de 1993, que apontam 2 294 casos de raiva animal; no ano de 1995 ocorreram, apenas em cães, 1 035 casos. Em razão disto a principal medida adotada no país para o controle da raiva se dá no ciclo urbano, pela vacinação de cães e gatos, criando-se assim uma proteção imune pela redução dos animais suscetíveis.
No mês de maio de 2018 foi verificado um surto da doença na Ilha de Marajó, na foz do rio Amazonas, onde ao menos cinco casos confirmados (dos quais três mortos e dois em estado grave) em catorze notificações levaram as autoridades a implementar a vacinação emergencial e à distribuição de mosquiteiros para a proteção dos cerca de mil moradores da área atingida; oito mortes eram suspeitas de raiva, no total; desde 2005 que o estado do Pará não tinha registros de casos da doença.